# 오스트레일리아 전투
.
오스트레일리아 전투는 태평양 전쟁 기간 동안 오스트레일리아 일대에서 벌어진 일련의 전투들을 연결할 때 쓰는 역사 기록학적 용어이다. 2008년부터 오스트레일리아 전투의 날을 통해 이 전투들을 기념하고 있으며 기념일은 9월의 첫째 주 수요일이다. 추축국이 오스트레일리아를 공격한 대표적인 예로는 다윈 공습, 시드니 항 공격 등이 있으나 오스트레일리아 전투에 대해 논란이 분분하다.

## 용어의 사용 및 언급
오스트레일리아 전투 기념 국가위원회(Battle for Australia Commemoration National Council)와 오스트레일리아 귀환병 군인 동맹(Returned and Services League of Australia)은 산호해 해전, 밀네 만 전투, 코코다 트랙 전역을 비롯한 1942년의 전투들을 공식적으로 기념하기로 운동을 벌였다. 이 운동은 성공적으로 끝났고, 2008년부터 오스트레일리아 정부는 오스트레일리아 전투는 9월 첫째 주 수요일마다 연간 행사로 "오스트레일리아 전투의 날"을 기념하기 시작했다. 이 전투는 1942년과 1943년 오스트레일리아 방어를 위해 희생한 이들과 복무한 이들을 기리는 날로 인식되고 있다. 이 날은 공휴일은 아니다.
오스트레일리아 전쟁기념관의 옛 역사학자인 피터 스탠리는 오스트레일리아 전투의 개념이 실수였다고 보며, 오스트레일리아에 대해 하나의 전역이 형성되지 않았을뿐만 아니라 이 작전들이 오스트레일리아를 목표로 한 것이 아니었다고 주장한다. 스탠리는 그가 아는 어떤 역사학자도 오스트레일리아 전투가 있었다고 믿지 않고 있다고 주장했다. 2006년 연설에서 그는 오스트레일리아 전투에 대한 개념이 부적절하다고 주장했다. 그는 전투를 구성하는 사건들 사이에 연관성이 없다고 덧붙였다. 그는 또한 1942년의 끔찍한 패배에서 의미를 찾기 위해 오스트레일리아 전투 운동이 일어났다고 보고 있으며 일본군이 오스트레일리아에 직접적으로 공격을 가하기 위한 전역을 개시하지 않았기에 오스트레일리아 전투가 존재하지 않았다고 본다. 스탠리는 오스트레일리아 전투라는 단계가 전시 선전용으로 쓰였다고 주장하며 1990년대까지 1942년의 사건들에 적용되지 않았고 오스트레일리아 이외의 국가에서는 이 전투를 2차 대전의 것으로 인식하지 못한다고 덧붙였다.

## 추축국의 오스트레일리아 공격
논란에도 불구하고 추축국이 오스트레일리아에 대하여 가한 공격은 많이 있다. 오스트레일리아가 주요 전선에서 상당히 떨어져 있었지만 오스트레일리아 해역에서 추축국의 공격은 상당히 많았다. 전쟁해군과 일본 제국 해군의 전함 및 잠수함은 1940년부터 1945년 사이에 연합군의 전함과 항구, 그리고 다른 목표들을 공격했다. 대표적인 예가 1942년의 다윈 공습과 시드니 항 공격이다. 일본 잠수함들은 오스트레일리아 항구 및 오스트레일리아 주도를 향해 포격을 가하기도 했다. 1942년까지 오스트레일리아에 대한 추축국의 위협은 증가했다. 1943년 일본군은 오스트레일리아 해역에서의 작전을 갱신했지만 연합군의 방어가 거세짐에 따라 그렇게 효과를 보지는 못했고, 1944년부터 1945년까지는 간헐적인 분쟁만 발생했다.
일본군은 전쟁 초기에 오스트레일리아 침공 계획을 가지고 있지 않았다. 일본군은 군사력이 충분했고 오스트레일리아는 방어 능력이 부족했다. 1942년 싱가포르 함락 이후 오스트레일리아는 공포심에 자국을 방어하기 위해 미국과의 동맹을 강화했다. 도쿄에서 해군은 비밀리에 일본 육군과 도조 히데키에 침공안을 제시했지만 이는 거부되었다. 도조 히데키는 오스트레일리아의 지정학과 연합군의 방어력을 바탕으로 작전이 실행될 수 없다고 보았다. 일본군은 대신에 오스트레일리아를 고립시키는 방안을 채택했으나 산호해 해전과 미드웨이 해전 이후에 이 계획도 파기했다.

## 같이 보기
- 일본군의 오스트레일리아 침공 계획
- FS 작전

## 참조
- Peter Stanley (2002). He's (Not) Coming South: The Invasion That Wasn't 보관됨 2007-09-26 - 웨이백 머신. Paper delivered to the Australian War Memorial conference Remembering 1942 보관됨 2006-10-17 - 웨이백 머신.
- Stanley, Peter (2008). 《Invading Australia. Japan and the Battle for Australia, 1942》. Melbourne: Penguin Group (Australia). ISBN 978-0-670-02925-9.
- Stanley, Peter (2008년 8월 30일). “Battle lines II: what invasion?”. The Australian. 2009년 7월 27일에 원본 문서에서 보존된 문서. 2008년 11월 12일에 확인함.